# Manewr LeCompte’a
Manewr LeCompte’a – technika stosowana w kardiochirurgii podczas operacji metodą Jatene’a na otwartym sercu. Manewr polega na przecięciu pnia tętnicy płucnej i przesunięciu jej do przodu od aorty przed ponownym zespoleniem tętnicy płucnej podczas późniejszej rekonstrukcji wielkich naczyń.
Manewr ten jest stosowany także podczas zabiegów wymagających zmiany pozycji tętnicy płucnej (w której pozycja tętnicy płucnej i aorty jest zamieniona) lub w chirurgii wad serca w celu skorygowania zespołu atrezji zastawki tętnicy płucnej.
Technika została po raz pierwszy zastosowana w 1981 i opisana w 1982.